# S:ta Birgitta kyrka, Kaukjärvi
S:ta Birgitta kyrka, var en kyrkobyggnad i Kaukjärvi i Karelen på Birgittaudden. Kaukjärvi ligger i den tidigare finländska kommunen Nykyrka. De tidigaste kyrkliga uppgifterna från Nykyrka förlägger det kyrkliga livet till Kaukjärvi. Området har haft en mycket självständig ställning och kallades till och med egen socken. Sägnen säger att Den heliga Birgitta själv skulle ha låtit bygga kyrkan. Men detta är ändå osannolikt. Kyrkan var en offerkyrka både för dem som färdades till lands eller till sjöss. Och när sågen sedan brann ansåg man att de döda hämnades för att deras gravar inte fått vara i fred.
I Finland vördades Birgitta stort och det tyder på att det fanns totalt nio kyrkor som helgats åt henne. Den i Kaukjärvi låg längst österut. 
Kyrkan förföll småningom och på 1700-talet förrättades högmässor bara till midsommar och Birgittadagen den 7.10. Bönderna ville bygga en ny kyrka men prästerna ansåg det onödigt. Kyrkan revs 1781. Bönderna byggde någon form av hus av dem på kyrkans tomt. Detta hus fanns kvar ännu på 1850-talet. Det hade ett litet fönster och ett bord där en Bibel alltid låg uppslagen. 
Det fanns också en kyrkogård som användes sista  gången 1781. Sedan förbjöds allt gudstjänstliv och prästerna i Nykyrka övertog alla uppgifter för Kaukjärviborna.
Området skall enligt kartor ha varit 25x30-35 meter.
I början av 1900-talet byggdes en såg på området. I Kaukjärvi ansåg man att de gamla gravarna skändades. Och när sågen sedan brann ansåg man att de döda hämnades för att deras gravar inte fått vara i fred.

## Sägner och folktro
Traditionerna kring Birgitta var starka och satte sin prägel på namnskick på udden, vägen som gick genom området kallades ännu på 1800-talet Den heliga Birgittas väg.
När kyrkan revs övergick en del av respekten till Kuolemanjärvi kyrka i närheten. Men ännu på 1870-talet finns uppgifter om att det fanns någon form av offerkista/offerstock på platsen för den rivna kyrkan. Om man reste förbi platsen utan att offra skulle en olycka komma ske. Det förekom också uppgifter om att det skulle funnits någon form av kloster i trakten och att munkarna skulle ha odlat marken. Några lämningar av kloster har inte hittats. Ordet munk användes i finskan ofta också för dem som bekände sig till katolsk tro, för samer och för dem som häll fast vid ålderdomliga traditioner.